# Tommy Willems
Pour les articles homonymes, voir Willems (homonymie).
Tommy Willems né le 13 avril 1997, est un joueur belge de hockey sur gazon. Il évolue au poste d'attaquant au Waterloo Ducks et avec l'équipe nationale belge.
Il a fait ses débuts le 26 février 2019 lors du match amical face à la Russie.
Il a été médaillé d'argent au Championnat d'Europe des moins de 21 ans en 2017 à Valence, en Espagne et a remporté la deuxième saison de la Ligue professionnelle (2020-2021).

## Palmarès
- 1er à la Ligue professionnelle 2020-2021[4]
- 2e au Championnat d'Europe des moins de 21 ans 2017